# 若狭蔵之助
若狭蔵之助（わかさ くらのすけ、1929年 - 2010年）は、日本の教育者。埼玉県秩父市生まれ。
旧制埼玉県立熊谷中学校を経て、埼玉師範学校を卒業ののち、東京外事専門学校専修科ロシア語科卒。東京都内で練馬市立大泉学園小学校などで、小学校教員を長年務めたのち、鳥取大学教育学部教授。1980年、また1981年には1年間、南フランスのセレスタン・フレネのフレネ学校を訪問。彼の自由テキストや学校印刷所を軸とした、子どもたちが生活から学ぶ学校に傾倒し、日本の小学校現場で、フレネに学ぶ教育実践を展開し、それを次々と発表し続ける。自らの教育実践の姿勢を、生活学校と名付けた。フレネ教育研究会の設立に関与し、また日本生活教育連盟の会員でもある。

## 著書
- 『高学年の社会科教室』明治図書出版　1970
- 『民衆像に学ぶ―生活と教育の結合をめざす教育実践の記録』地歴社/大村書店　1973年
- 『生活のある学校―遊び・手仕事・子どもたち』中央公論社　1977年
- 『学習の出発―子どもの自由な表現から』民衆社　1980年
- 『子どもを伸ばす自由教室　新しい教育をめざして』講談社現代新書　1983年
- 『問いかけ学ぶ子どもたち 観察・思考・自由な表現』あゆみ出版　1984　社会科教育叢書
- 『子どもと学級 生きる力を育てる』東京大学出版会　1986年
- 『フレネ教育 子どものしごと』青木書店　1988年
- 『生活に向かって学校を開く―フレネへの道』青木書店　1994年
- 『秩父事件 農民蜂起の背景と思想』埼玉新聞社　2003
- 『川がき』辻ノリコ絵　本の泉社　2005

## 共編
- 『明治・大正・昭和埼玉県写真集』編　国書刊行会　1978
- （佐伯胖、中西新太郎共編）『学びの共同体 （フレネの教室）』青木書店　1996年
- 『フレネ教育表現する教室』坂元忠芳,西口敏治共編　青木書店　2000

## 翻訳
- セレスタン・フレネ『フランスの現代学校』石川慶子共訳　明治図書　1979年